# Plagodis approximata
Plagodis approximata là một loài bướm đêm trong họ Geometridae.